# Lord Justice Clerk
Der Lord Justice Clerk ist der zweithöchste Richter Schottlands nach dem Lord President of the Court of Session and Lord Justice General. Schottland verfügt über ein von England unabhängiges und in Teilen deutlich unterschiedliches Rechtssystem mit einer eigenen Gerichtsbarkeit. Seit 2016 ist Leeona Dorrian, Lady Dorrian im Amt des Lord Justice Clerk.
Das Amt des Lord Justice Clerk zählt zu den schottischen Great Officers of State. Die Berufung erfolgt durch den britischen Monarchen auf Empfehlung des First Minister (Schottland), der diese wiederum auf Basis von Empfehlungen des Judicial Appointments Board for Scotland abgibt. Die Richteramtszeit endet mit dem Ruhestandsalter von 75 Jahren.